# Busigny
Busigny est une commune française située dans le département du Nord (59), en région Hauts-de-France.
Ses habitants sont appelés les Busignois. Le nom jeté des habitants de Busigny est les Croquands (ou Croquants).
Limitrophe du département de l'Aisne, Busigny est située à l'extrémité sud-est de l'arrondissement de Cambrai auquel elle est rattachée. Longtemps possession du chapitre de l'église Saint-Géry de Cambrai, le village partageait son activité entre l'agriculture et le tissage, comme beaucoup d'autres dans cette région. Avec la construction, dans la deuxième moitié du XIXe siècle, de la ligne de chemin de fer Saint-Quentin - Hautmont, section de la ligne Paris - Bruxelles, puis d'embranchements vers Cambrai et Hirson, la commune devint un nœud ferroviaire important du nord de la France. La ligne Paris - Bruxelles a perdu de son importance depuis l'ouverture de la LGV Nord, et l'industrie textile a disparu dans la deuxième moitié du XXe siècle. Busigny conserve cependant quelques activités industrielles.

## Géographie

### Localisation
La ville, située dans l'extrême sud du département du Nord, est frontalière du département de l'Aisne, région Hauts-de-France.
Busigny est à 5,2 km de Bohain-en-Vermandois, 9,6 km du Cateau-Cambrésis, 10,6 km de Caudry, 22,6 km de Cambrai, 24,2 km de Saint-Quentin, 72,4 km de Lille et enfin à 153,4 km de Paris à vol d'oiseau,.
| Maurois | Honnechy  | Saint-Souplet |
| Maretz  | Busigny   | Molain        |
| Prémont | Becquigny | Vaux-Andigny  |

### Géologie et relief
Busigny est située dans la partie sud-est du Cambrésis, qui est la plus élevée, et son finage inclut le point culminant de cette région, à 168 m au lieu-dit le Rond-Point. Le village est entouré de bois sur ces hauteurs, à l'est et au sud. La Selle, affluent de rive droite de l'Escaut, prend sa source non loin, à Molain à 5 km à l'est. La source de l'Escaut lui-même est à Gouy, à environ 15 km à l'ouest.

### Hydrographie

#### Réseau hydrographique
La commune est située dans le bassin Artois-Picardie. Elle est drainée par le Riot de la Ville, le Calenne et un autre petit cours d'eau,.
La ville est traversée par le « riot de la Ville », rigole creusée au XVIIIe siècle pour drainer les eaux de ruissellement et qui rejoint à Maretz une branche du « canal des Torrents », une autre rigole de drainage, pour finir à la source de l'Escaut à Gouy, à l'ouest. L'entretien du « canal des Torrents » a été négligé dans la deuxième moitié du XXe siècle et sa branche principale, passant par Bohain-en-Vermandois et entre Brancourt-le-Grand et Prémont, a disparu des cartes de l'IGN, mais celle qui passe au nord par Maretz est encore visible,. 

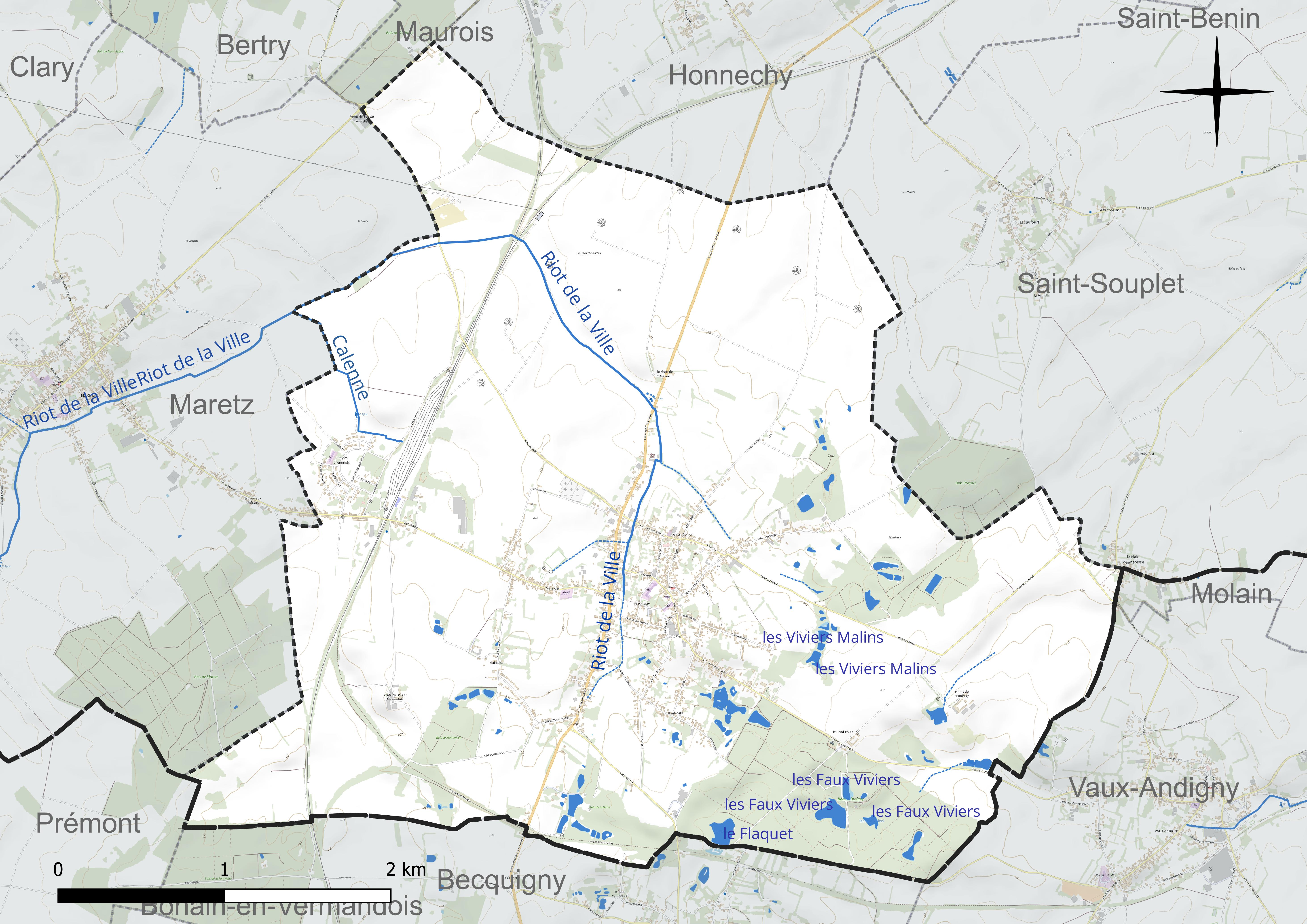
Réseau hydrographique de Busigny.

Trois plans d'eau complètent le réseau hydrographique : le Flaquet (1,6 ha), les Faux Viviers (1,8 ha) et les Viviers Malins (0,8 ha),.

#### Gestion et qualité des eaux
Le territoire communal est couvert par le schéma d'aménagement et de gestion des eaux (SAGE) « Escaut ». Ce document de planification concerne un territoire de 2 005 km2 de superficie, délimité par le bassin versant de l'Escaut. Le périmètre a été arrêté le 9 juin 2006 et le SAGE proprement dit a été approuvé le 13 juillet 2021. La structure porteuse de l'élaboration et de la mise en œuvre est le syndicat mixte Escaut et Affluents (SyMEA). 
La qualité des cours d'eau peut être consultée sur un site dédié géré par les agences de l'eau et l'Agence française pour la biodiversité. 

### Climat
Pour des articles plus généraux, voir Climat des Hauts-de-France et Climat du Nord.
En 2010, le climat de la commune est de type climat océanique dégradé des plaines du Centre et du Nord, selon une étude du CNRS s'appuyant sur une série de données couvrant la période 1971-2000. En 2020, Météo-France publie une typologie des climats de la France métropolitaine dans laquelle la commune est dans une zone de transition entre le climat océanique et le climat océanique altéré et est dans la région climatique  Nord-est du bassin Parisien, caractérisée par un ensoleillement médiocre, une pluviométrie moyenne régulièrement répartie au cours de l'année et un hiver froid (3 °C). 
Pour la période 1971-2000, la température annuelle moyenne est de 9,9 °C, avec une amplitude thermique annuelle de 14,4 °C. Le cumul annuel moyen de précipitations est de 786 mm, avec 12,1 jours de précipitations en janvier et 9,2 jours en juillet. Pour la période 1991-2020, la température moyenne annuelle observée sur la station météorologique la plus proche, située sur la commune d'Épehy à 24 km à vol d'oiseau, est de 10,6 °C et le cumul annuel moyen de précipitations est de 752,8 mm,. Pour l'avenir, les paramètres climatiques de la commune estimés pour 2050 selon différents scénarios d'émission de gaz à effet de serre sont consultables sur un site dédié publié par Météo-France en novembre 2022.

### Environnement
Depuis le Moyen Âge, en raison de la richesse des sols, le Cambrésis a perdu la plupart de ses forêts pour évoluer vers un paysage de culture intensive. Dans le sillage du Grenelle Environnement et d'une politique régionale en faveur de la biodiversité, un schéma régional d'orientation Trame verte et bleue (qui évolue en SRCE en 2011-2013) a défini en 2006 les grandes connexions biologiques déclinées aux échelles locales par le Pays du Cambrésis via un Schéma trame verte et bleue territorial et un Programme régional d'animation et d'assistance technique territoriale (PRAATT). Celui-ci, avec la commune et l'Association foncière de remembrement (AFR) de la commune et d'autres partenaires (ENRx, agriculteurs, chasseurs, riverains...), a commencé à restaurer un réseau de haies bocagères (plus de 3 kilomètres en 2012) le long des chemins de remembrement et chemins communaux et de voiries départementales pour restaurer une trame écopaysagère et lutter contre l'érosion des sols, au profit également du cadre de vie de Busigny.

### Voies de communication et transports

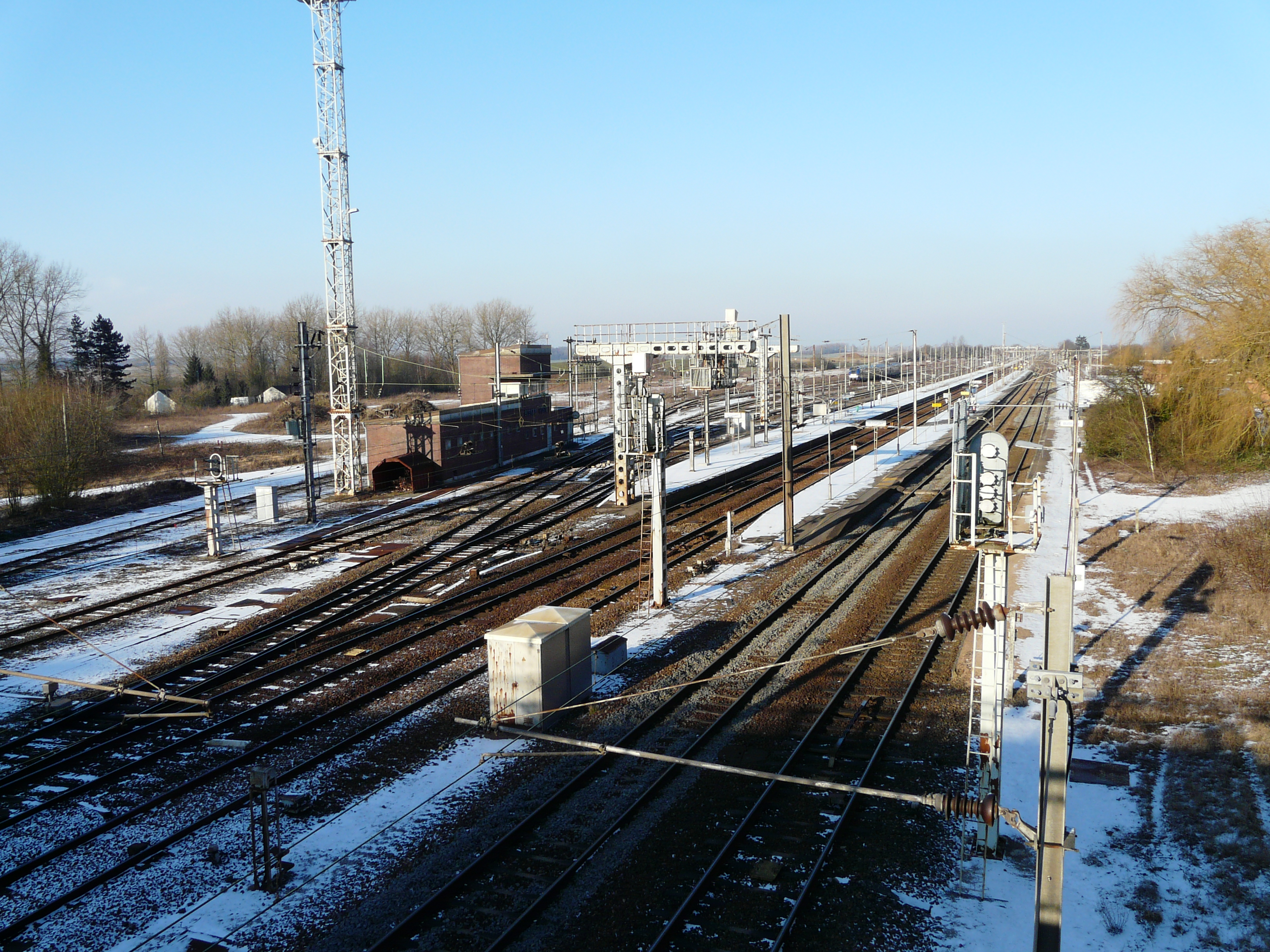
La gare de Busigny

Busigny est traversée par la route départementale D21 de Bohain au Cateau-Cambrésis, ainsi que par la route départementale D15 de Maretz à Vaux-Andigny et, au nord de la commune, par la D67 qui relie la route départementale D932 (dite « chaussée Brunehaut ») à la D77 vers Escaufourt et Vaux-Andigny.
La commune est desservie par une ligne du réseau CambrésiX, groupement composé de six entreprises de transport locales, vers Caudry et Le Cateau-Cambrésis.
Busigny était un nœud important du trafic ferroviaire du nord de la France. En effet, la gare (entre Busigny et Maretz) était le lieu où convergeaient les axes Paris - Maubeuge (et Bruxelles) et Paris - Cambrai. Elle reset desservie par les lignes no 18 (Busigny - Jeumont - Aulnoye-Aymeries, avec correspondances pour Valenciennes et Lille) et no 22 (Saint-Quentin - Cambrai - Lille) des TER Nord-Pas-de-Calais. Aussi, elle est un lieu de correspondance entre trains Intercités et TER. Le document d'orientations générales du SCot du Cambrésis retient la gare de Busigny comme l'un des cinq « pôles d'échanges structurants » de l'arrondissement.

## Urbanisme

### Typologie
Au 1er janvier 2024, Busigny est catégorisée bourg rural, selon la nouvelle grille communale de densité à sept niveaux définie par l'Insee en 2022.
Elle appartient à l'unité urbaine de Busigny, une agglomération intra-départementale regroupant deux  communes, dont elle est ville-centre,,. La commune est en outre hors attraction des villes,.

### Occupation des sols
L'occupation des sols de la commune, telle qu'elle ressort de la base de données européenne d'occupation biophysique des sols Corine Land Cover (CLC), est marquée par l'importance des territoires agricoles (77,7 % en 2018), une proportion sensiblement équivalente à celle de 1990 (78,5 %). La répartition détaillée en 2018 est la suivante : 
terres arables (56,5 %), prairies (20,8 %), zones urbanisées (11,7 %), forêts (10,5 %), zones agricoles hétérogènes (0,4 %). L'évolution de l'occupation des sols de la commune et de ses infrastructures peut être observée sur les différentes représentations cartographiques du territoire : la carte de Cassini (XVIIIe siècle), la carte d'état-major (1820-1866) et les cartes ou photos aériennes de l'IGN pour la période actuelle (1950 à aujourd'hui).

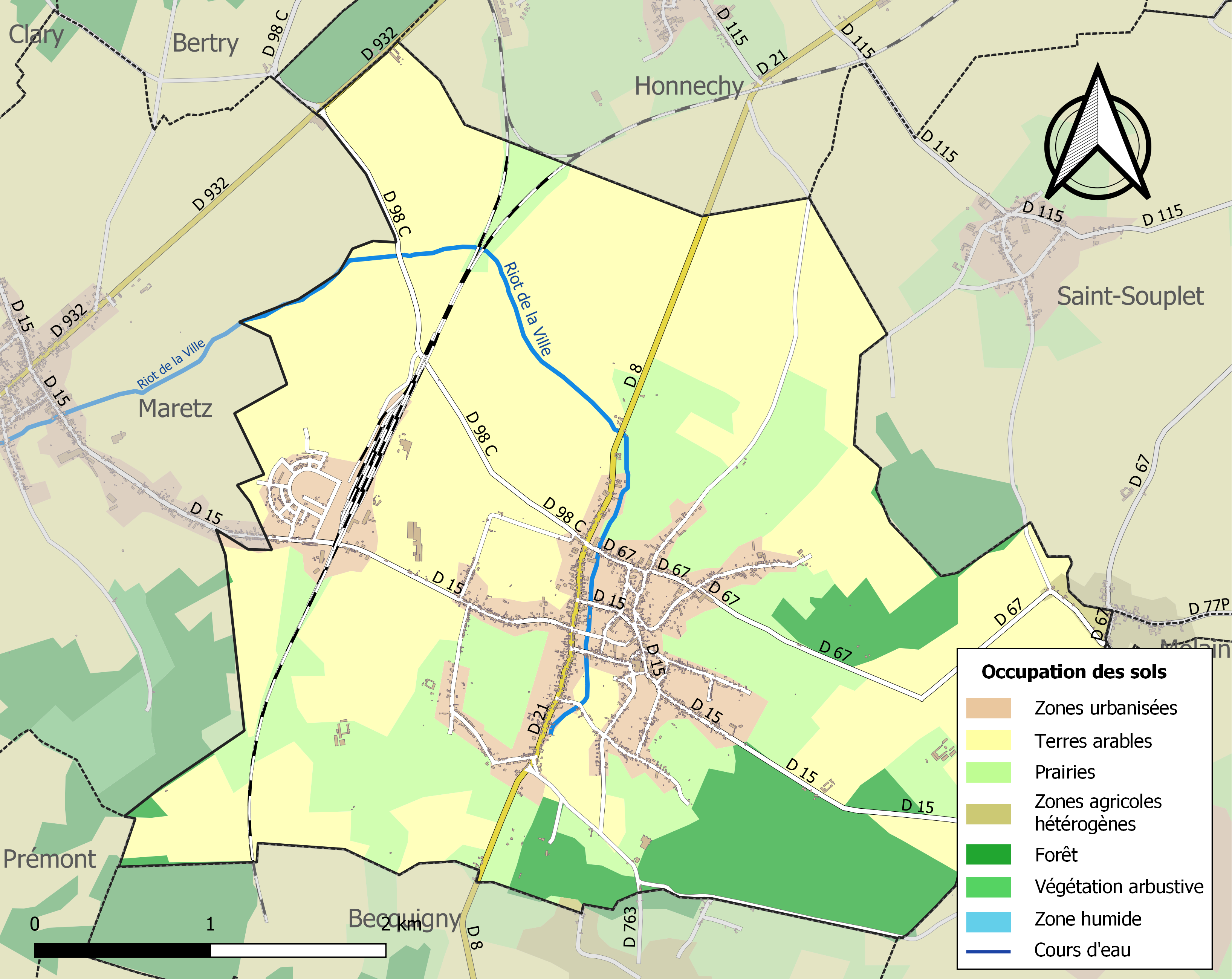
Carte des infrastructures et de l'occupation des sols de la commune en 2018 (CLC).

### Morphologie urbaine

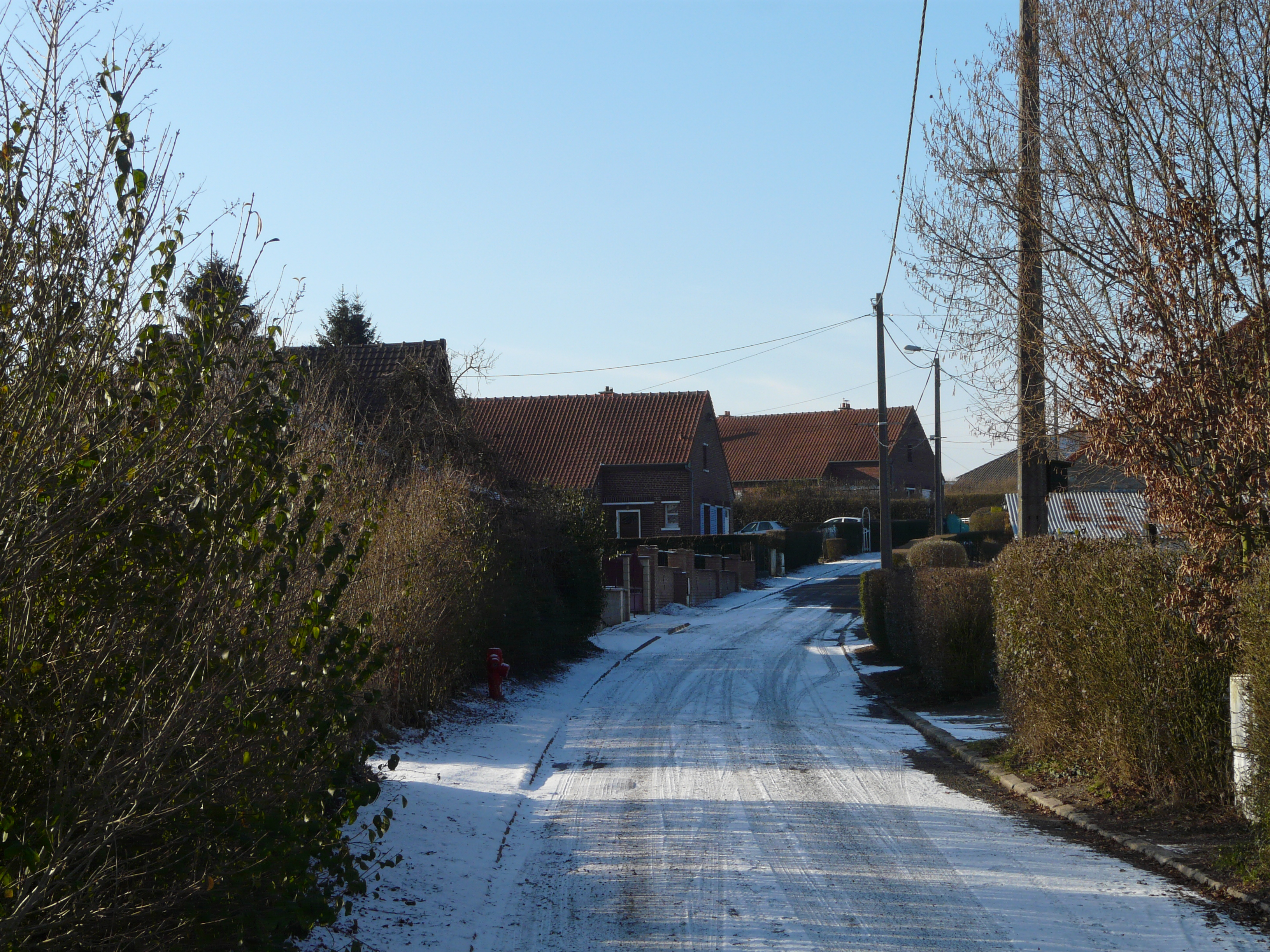
Une rue de la cité des cheminots

Le bâti de la commune se divise en deux parties bien distinctes : le bourg proprement dit, et à l'ouest, à égale distance du bourg et du village de Maretz, la « cité des cheminots » construite entre 1919 et 1921 pour héberger le personnel du centre ferroviaire. Outre une soixantaine de logements, elle  conserve une école s.
Très étendue, la ville se compose d'un hameau : La Haie Menneresse et de plusieurs lieux-dits : Malmaison, Mont-de-Bagny, Saint-Urbain, et le Rond-Point.

### Logement
En 2008, Busigny comptait 1 081 résidences principales, auxquelles s'ajoutaient 82 logements vacants, soit 7,6 % du total, et un faible nombre de résidences secondaires. Les maisons représentaient 96,8 % de l'ensemble des logements, pourcentage identique au recensement de 1999 et nettement supérieur à celui observé dans le département du Nord (68,6 %).
La part de résidences principales datant d'avant 1949 s'élevait à 62,6 %. Pour les constructions plus récentes, 25,2 % des logements dataient d'entre 1949 et 1974 et 12,3 % d'après 1975.

## Toponymie
On trouve Busigny désignée sous les noms suivants au fil de l'histoire : Buising (1030), Busignies (1129), Busenisen (1180), Buseignies (1349), Buseghem (1442), Busenies, Busegnies, Busynges (1470).
Bus signifie en bas latin « bois, forêt ». Le suffixe -igny vient peut-être du germanique ing, ou ghem, qui ont le sens de lieu habité, hameau. Ignieull et irigny étaient la forme romane du mot. Busigny serait donc l'« habitation des bois », le « village des bois ». Busigny était jusqu'en 1640 couverte de bois et est encore bordée de bois à l'est et au sud.

## Histoire

### Antiquité et Moyen Âge
À l'époque gallo-romaine le lieu appartenait à la cité des Nerviens, dont la première capitale, Bavay, fut remplacée par Cambrai au IVe siècle. Des traces d'une occupation romaine ont été découvertes en 1847 et 1848 près de la ferme du Rond-Point, au sud-ouest du bourg. Il s'agit d'une enceinte entourée d'un fossé, au milieu de laquelle s'élève une butte. On y a découvert des dalles de grès, des tuiles, des médailles ou monnaies, un mors de bride et une statuette en bronze représentant une divinité païenne. Une voie empierrée, découverte en 1848, reliait ce lieu à la « chaussée Brunehaut » de Vermand à Bavay.
Un cimetière mérovingien a également été découvert dans les années 1970, il se trouvait sur la route menant de BUSIGNY à BERTRY après le pont SNCF où se trouvait une carrière de craie. Son mobilier est visible au musée des Beaux-Arts de Cambrai.
La redoute romaine fut remplacée par un château au Xe siècle. Repaire de brigands, il fut détruit en 1095 par l'évêque de Cambrai Gaucher,.
En 878, le pape Jean VIII céda au chapitre de l'église Saint-Géry de Cambrai la possession des terres de Busigny, de sa ferme seigneuriale, de son église et de ses dépendances. Le pape Alexandre III confirma cet acte en 1180.
Avant la Révolution française, Busigny est le siège d'une seigneurie.
Gilles de Chin, seigneur de Busigny, meurt à la bataille d'Azincourt en 1415.
Le village se situait à l'origine à l'emplacement du hameau actuel de Malmaison. Après la destruction de l'église par un incendie au XVIe siècle, la nouvelle église et les habitations furent reconstruites au nord-est, à leur emplacement actuel.

### Époque moderne
Busigny est la première commune du Cambrésis à avoir bénéficié du chemin de fer. La station de Busigny est mise en service le 21 octobre 1855 par la Compagnie des chemins de fer du Nord, lorsqu'elle ouvre la ligne de Saint-Quentin à Hautmont. Busigny devient une gare de bifurcation avec la mise en service le 15 juillet 1858 de la ligne de Busigny à Somain via Cambrai.
Pour décharger la ligne reliant les mines du Nord et du Pas-de-Calais à la sidérurgie lorraine, par Valenciennes et Longwy, la Compagnie des chemins de fer du Nord décida de construire une ligne reliant Busigny à Hirson. Cette ligne à double voie fut ouverte en 1885. Elle se détachait de la ligne Creil - Jeumont au sud de la gare de Busigny. Elle assura le transport des voyageurs jusqu'en 1959, et des marchandises jusqu'aux années 1980. L'électrification de la ligne Lille - Thionville, achevée en 1955, enleva en effet une grande partie de sa raison d'être à la ligne de Busigny à Hirson. La section Busigny - Boué n'a été déposée en partie qu'en 2006.
Pendant la guerre franco-allemande de 1870, la gare de Busigny permit aux hommes du 23e corps de l'Armée du Nord du général Faidherbe, battu à Saint-Quentin le 19 janvier 1871, de faire retraite vers Cambrai et Lille.

### Première Guerre mondiale

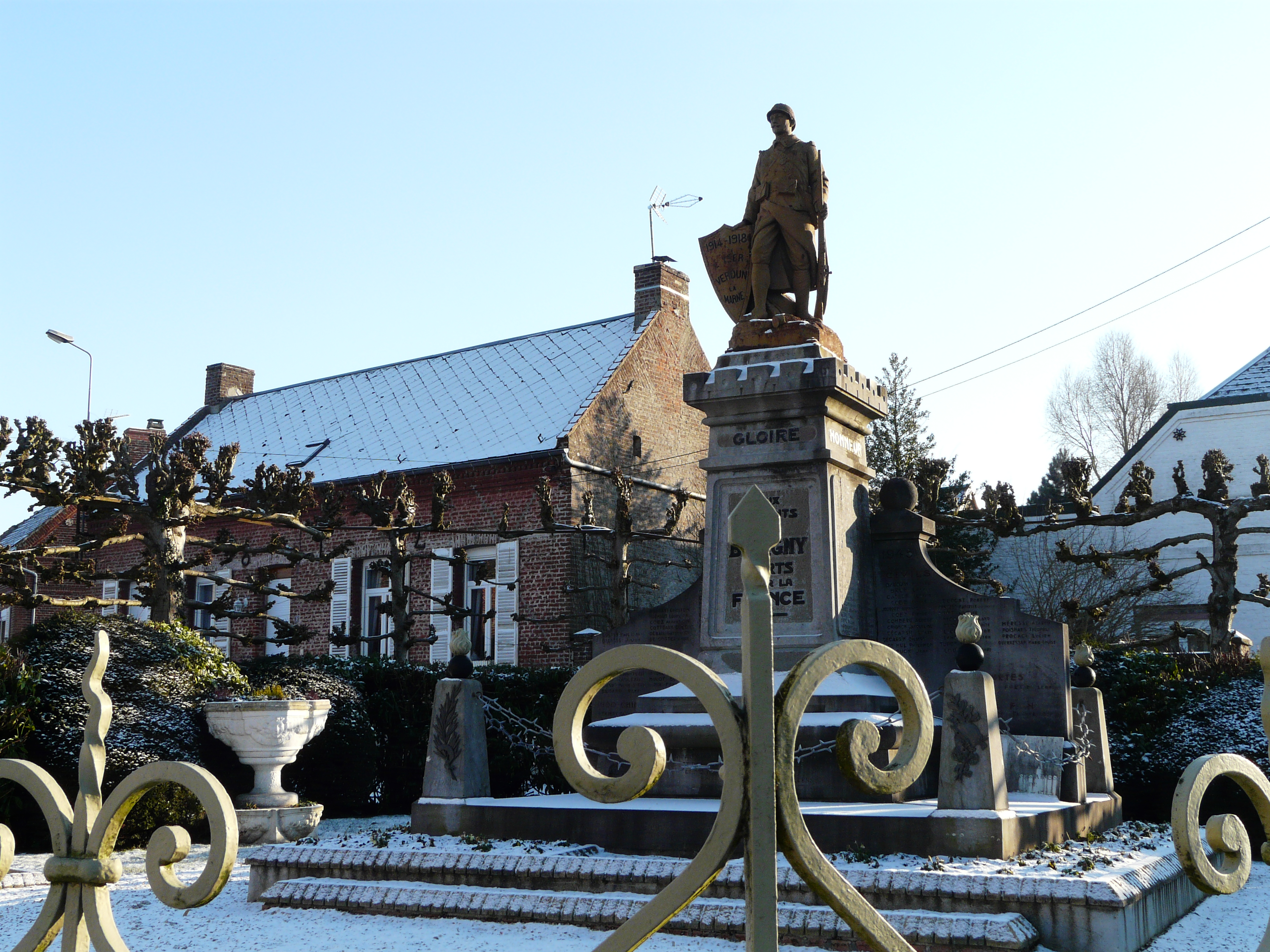
Le monument aux morts de la Première Guerre mondiale

Au cours de la Première Guerre mondiale, Busigny ne fut pas le théâtre de combats importants mais subit un bombardement par l'armée française, la ville étant occupée par les troupes allemandes après la bataille du Cateau en août 1914.
Busigny fut libéréle 9 octobre 1918 par la 27e division d'infanterie des États-Unis, qui y établit brièvement son état-major. Des hôpitaux de campagne furent installés dans les deux mois suivants.

### Seconde Guerre mondiale
La gare de Busigny étant un centre ferroviaire important entre Paris et Bruxelles et l'Allemagne, elle fut la cible de plusieurs bombardements, parfois très meurtriers, ainsi que d'actions de sabotage du maquis FTP "La CORSE".
Le premier bombardement, par la Luftwaffe, eut lieu le 15 mai 1940.
Le 30 avril 1944 vers 19 heures, 75 bombardiers du 409e groupe de bombardement de l'US Air Force bombardèrent en trois vagues toutes les installations ferroviaires. La gare devait être déserte à cette heure, mais le retard du train Dijon - Lille, et la présence en gare de trois omnibus attendant la correspondance, entraînèrent la mort d'environ 600 victimes civiles. Le 2 mai 1944 la gare fut à nouveau bombardée par l'Allied Expeditionary Air Force (en).
Constitué à partir de juillet 1943, le maquis de Mazinghien, fort de 250 hommes et dont le terrain d'action s'étendait sur le sud du Nord et le nord de l'Aisne, mena des actions de renseignement et de sabotage, ainsi le 3 mars 1944 un sabotages sur la ligne Busigny - Hirson conduit au déraillement d'un train de charbon destiné à l'Allemagne ; le 4 juin 1944, un nouveau sabotage à Saint-Benin provoque le déraillement d'un convoi de chars Tigre. Après le débarquement allié en Normandie et jusqu'en 22 septembre 1944, date de la dissolution du maquis, d'autres actions de sabotage ont lieu dans la région.
Un autre réseau est particulièrement actif à Busigny et sur les installations ferroviaires, il s'agit d'un réseau FTP "La CORSE" auquel appartenaient Edmond et Lucien Desjardins
Plusieurs résistants payèrent leur engagement de leur vie, Pierre GALLIEGUE, Edmond et Lucien DESJARDIN du réseau FTP la CORSE sont arrêtés et transférés à la prison de SAINT QUENTIN où ils seront fusillés au lieu-dit la Sentinelle à SAINT QUENTIN le 08 avril 1944. quant à M Edmond DEGOND - Instituteur et capitaine de reserve de l'armée française, titulaire de la légion d'honneur -  membre du réseau "Front National" il sera arrêté par la gestapo dans sa salle de classe. Il sera déporté à  Neuwengam d'où il reviendra en 1945. Il sera maire de la commune de 1947 à 1953. Une plaque commémorative déposée par les habitants de Busigny  à l'école primaire jacques Prévert, rappelle son engagement. Franck Bourreau, âgé de 13 ans, sera le plus jeune fusillé civil de France avec quatre de ses camrades. Le monument des cinq jeunes fusillés se trouve sur la route menant à BECQUIGNY au lieu-dit la Haïre
Le 29 janvier 1944 le bombardier B-17 nommé Mary Ellen, de retour d'une mission sur Francforttouché par la défense antiaérienne allemande s'écrase à Busigny. Six des dix membres d'équipage purent sauter en parachute, quatre furent arrêtés, deux purent s'échapper avec l'aide de résistants et de familles françaises, dont le second lieutenant Richardson. Les quatre autres furent tués dans l'écrasement de l'appareil. Un mémorial fut érigé  en mémoire des membres d'équipage morts sur la route de la HAIE MENERESSE. Une plaque offerte par le colonel Richardson ainsi qu'un morceau de l'avion sont fixés sur ce monument,.

### Situation contemporaine
L'activité de Busigny se partageait après la guerre entre l'agriculture (blé, betteraves, houblon) et l'industrie textile (confection, bonneterie, lingerie, tissus). Depuis les années 1970, ces industries ont disparu. Quelques entreprises du bâtiment et de la construction métallique subsistent à Busigny malgré un contexte économique difficile.

## Politique et administration

### Rattachements administratifs et électoraux
La commune se trouve  dans l'arrondissement de Cambrai du département du Nord. Pour l'élection des députés, elle fait partie depuis 1988 de la dix-huitième circonscription du Nord.
Elle faisait partie depuis 1801 du canton de Clary. Dans le cadre du redécoupage cantonal de 2014 en France, la commune est désormais rattachée au canton du Cateau-Cambrésis.
La ville de Busigny est dans le ressort de la cour d'appel de Douai, du tribunal de grande instance, du tribunal d'instance et du conseil de prud'hommes de Cambrai, et à la suite de la réforme de la carte judiciaire engagée en 2007, du tribunal de commerce de Douai[réf. nécessaire].

### Intercommunalité
Busigny était membre de la communauté de communes du Caudrésis créée fin 1993.
Celle-ci fusionne avec  la communauté de communes du Pays de Matisse pour créer le 1er janvier 2010 la Communauté d'agglomération du Caudrésis - Catésis, dont le bourg est désormais membre.

### Tendances politiques et résultats
Au deuxième tour des élections régionales de 2010, 47,35 % des suffrages exprimés sont allés à la liste conduite par Daniel Percheron (PS), 25,58 % à celle de Valérie Létard (UMP), et 27,07 % à la liste FN de Marine Le Pen, pour un taux de participation de 54,62 %.
Aux élections européennes de 2009, les deux meilleurs scores à Busigny étaient ceux de la liste de la majorité présidentielle conduite par Dominique Riquet, qui a obtenu 150 suffrages soit 21,55 % des suffrages exprimés (département du Nord 24,57 %) et de la liste du Front national conduite par Marine Le Pen, qui a obtenu 134 suffrages soit 19,25 % des suffrages exprimés (département du Nord  %), pour un taux de participation de 41,18 %.
Au deuxième tour de l'élection présidentielle de 2007, 50,29 % des électeurs ont voté pour Nicolas Sarkozy (UMP), et 49,71 % pour Ségolène Royal (PS), avec un taux de participation de 83,94 %.
Au deuxième tour des élections législatives de 2007, 48,90 % des électeurs de Busigny ont voté pour François-Xavier Villain (UMP) (57,45 % dans la 18e circonscription du Nord), 51,10 % pour Brigitte Douay (PS) (42,55 % dans la circonscription), avec un taux de participation de 59,33 % à Busigny et de 60,08 % dans la circonscription.

### Administration municipale

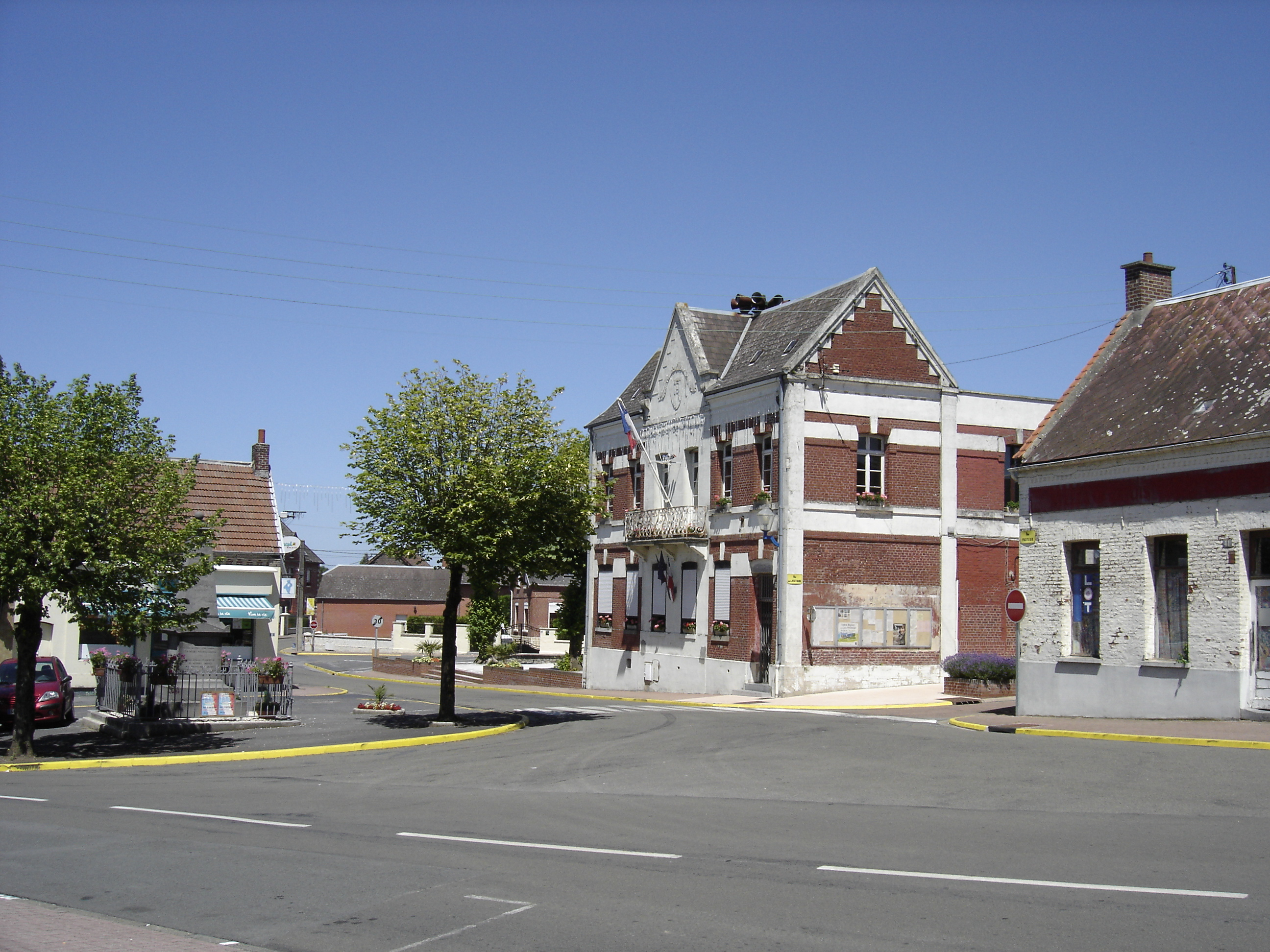
La mairie.

La commune ayant mois de 2 500 habitants en 2008, le nombre de conseillers municipaux est de 19. Depuis 2020, le maire est Didier Marechalle.

### Liste des maires
Maire de 1802 à 1808 : Jean Théod. Druon,.

Maire en 1881 : Lepousez-Noiret.
| Période                                  | Période      | Identité           | Étiquette | Qualité                                                                                                  |
| ---------------------------------------- | ------------ | ------------------ | --------- | --- |
| Les données manquantes sont à compléter. |              |                    |           | |
| 1947                                     | mai 1953     | Edmond Degond      |           | Instituteur Officier de la Légion d'honneur (1955)                                                       |
| mai 1953                                 | mars 1965    | Alfred Dehé (fils) | RI        | Entrepreneur de travaux publics Sénateur du Nord (1959 → 1969) Conseiller général de Clary (1951 → 1969) |
| Les données manquantes sont à compléter. |              |                    |           | |
| 1971                                     | mars 1989    | Georges Bec        | Indép.    | Commerçant                                                                                               |
| mars 1989                                | mai 2005     | Danièle Carpentier | PS        | Médecin généraliste                                                                                      |
| mai 2005                                 | mars 2008    | Michel Cotteau     |           | Cadre informaticien                                                                                      |
| mars 2008                                | juillet 2020 | Christian Pecqueux | UDI       | Retraité de l'Éducation nationale                                                                        |
| juillet 2020                             | En cours     | Didier Maréchalle  |           | Ingénieur EDF retraité                                                                                   |

### Politique environnementale
La protection et la mise en valeur de l'environnement font partie des compétences de la communauté d'agglomération du Caudrésis - Catésis.

### Jumelages
Au 12 janvier 2012, Busigny n'est jumelée avec aucune autre commune.

## Population et société

### Démographie

#### Évolution démographique
L'évolution du nombre d'habitants est connue à travers les recensements de la population effectués dans la commune depuis 1793. Pour les communes de moins de 10 000 habitants, une enquête de recensement portant sur toute la population est réalisée tous les cinq ans, les populations de référence des années intermédiaires étant quant à elles estimées par interpolation ou extrapolation. Pour la commune, le premier recensement exhaustif entrant dans le cadre du nouveau dispositif a été réalisé en 2005.

En 2022, la commune comptait 2 437 habitants, en évolution de −2,05 % par rapport à 2016 (Nord : +0,51 %, France hors Mayotte : +2,11 %).
| 1793  | 1800  | 1806  | 1821  | 1831  | 1836  | 1841  | 1846  | 1851  |
| ----- | ----- | ----- | ----- | ----- | ----- | ----- | ----- | ----- |
| 1 465 | 1 756 | 1 834 | 1 936 | 2 275 | 2 359 | 2 425 | 2 572 | 2 788 |

| 1856  | 1861  | 1866  | 1872  | 1876  | 1881  | 1886  | 1891  | 1896  |
| ----- | ----- | ----- | ----- | ----- | ----- | ----- | ----- | ----- |
| 3 044 | 3 412 | 3 720 | 3 540 | 3 221 | 3 086 | 3 155 | 3 046 | 3 069 |

| 1901  | 1906  | 1911  | 1921  | 1926  | 1931  | 1936  | 1946  | 1954  |
| ----- | ----- | ----- | ----- | ----- | ----- | ----- | ----- | ----- |
| 2 753 | 2 759 | 2 768 | 3 447 | 3 548 | 3 476 | 3 240 | 3 007 | 2 999 |

| 1962  | 1968  | 1975  | 1982  | 1990  | 1999  | 2005  | 2006  | 2010  |
| ----- | ----- | ----- | ----- | ----- | ----- | ----- | ----- | ----- |
| 3 139 | 3 120 | 3 046 | 2 636 | 2 385 | 2 429 | 2 508 | 2 512 | 2 559 |

| 2015  | 2020  | 2022  | - | - | - | - | - | - |
| ----- | ----- | ----- | - | - | - | - | - | - |
| 2 491 | 2 440 | 2 437 | - | - | - | - | - | - |

#### Pyramide des âges
La population de la commune est relativement jeune.
En 2018, le taux de personnes d'un âge inférieur à 30 ans s'élève à 38,6 %, soit en dessous de la moyenne départementale (39,5 %). À l'inverse, le taux de personnes d'âge supérieur à 60 ans est de 24,9 % la même année, alors qu'il est de 22,5 % au niveau départemental.
En 2018, la commune comptait 1 238 hommes pour 1 235 femmes, soit un taux de 50,06 % d'hommes, légèrement supérieur au taux départemental (48,23 %).
Les pyramides des âges de la commune et du département s'établissent comme suit.
| Hommes | Classe d’âge | Femmes |
| ------ | ------------ | ------ |
| 0,3    | 90 ou +      | 1,0    |
| 5,3    | 75-89 ans    | 9,9    |
| 15,5   | 60-74 ans    | 18,0   |
| 20,3   | 45-59 ans    | 16,8   |
| 17,5   | 30-44 ans    | 18,1   |
| 18,8   | 15-29 ans    | 14,8   |
| 22,2   | 0-14 ans     | 21,4   |

| Hommes | Classe d’âge | Femmes |
| ------ | ------------ | ------ |
| 0,5    | 90 ou +      | 1,4    |
| 5,3    | 75-89 ans    | 8,1    |
| 14,8   | 60-74 ans    | 16,2   |
| 19,1   | 45-59 ans    | 18,4   |
| 19,5   | 30-44 ans    | 18,7   |
| 20,7   | 15-29 ans    | 19,1   |
| 20,2   | 0-14 ans     | 18     |

### Enseignement

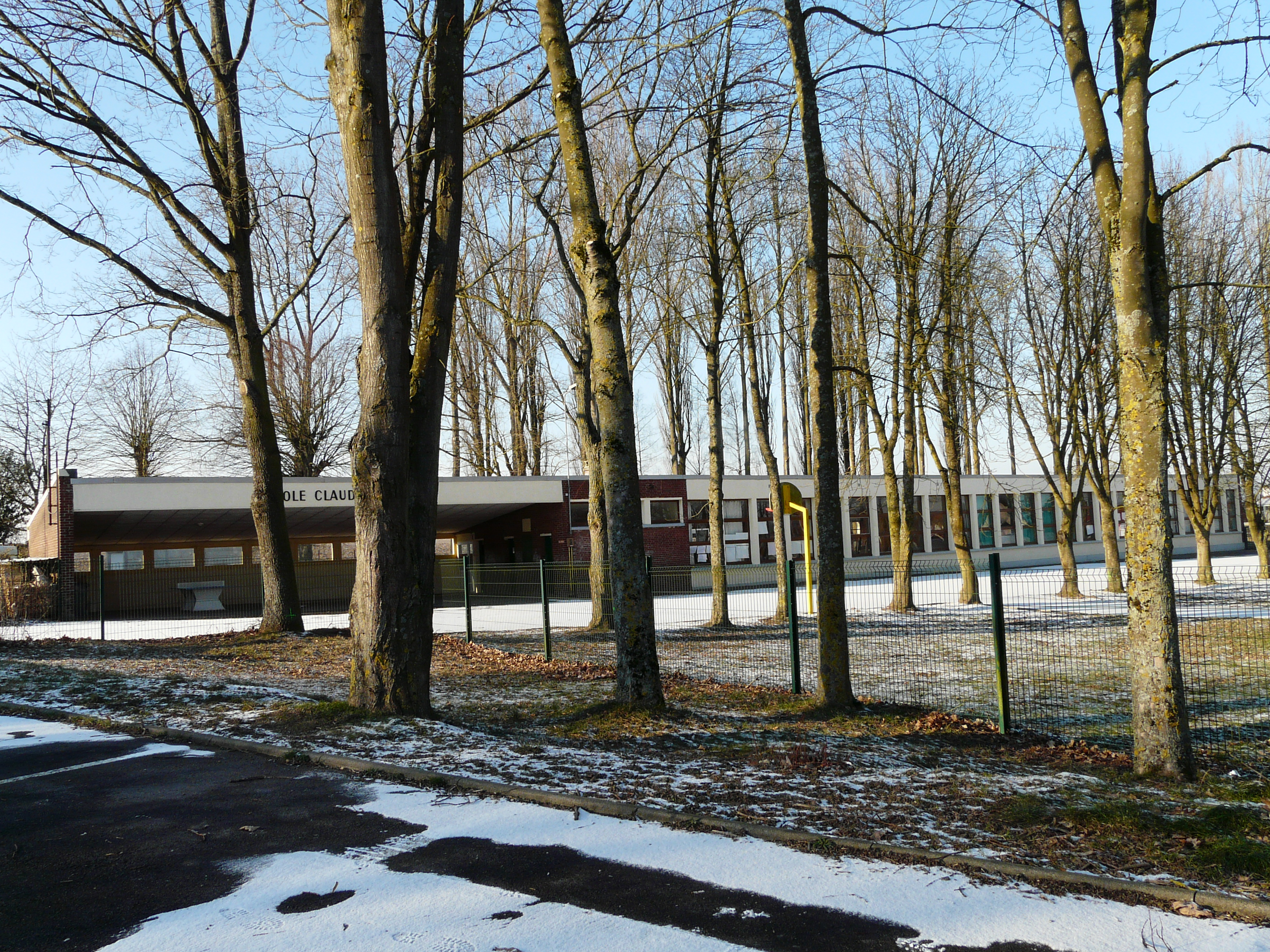
L'école Claude-Bernard à la cité des cheminots

Busigny est rattachée à la circonscription de Cambrai/Le Cateau de l'inspection académique du Nord dans l'académie de Lille.
La commune gère une école maternelle, l'école du Centre, ainsi que deux écoles primaires, Jacques-Prévert et Claude-Bernard, rattachées au secteur du collège Jean-Rostand du Cateau-Cambrésis. Les lycées les plus proches sont à Caudry et au Cateau-Cambrésis.

### Santé
En 2012 Busigny compte un médecin généraliste, trois infirmières et une pharmacie. L'hôpital le plus proche est celui du Cateau-Cambrésis.

### Cultes
Les Busignois disposent d'un lieu de culte catholique, l'église Saint-Médard, qui fait partie de la paroisse Sainte-Anne-en-Cambrésis dans le diocèse de Cambrai.

## Économie

### Revenus de la population et fiscalité
En 2009, le revenu fiscal médian par ménage était de 14 400 €, ce qui plaçait Busigny au 28 641e rang  parmi les 31 604 communes de plus de 50 ménages en métropole.

### Emploi
Busigny se trouve dans le bassin d'emploi du Cambrésis. L'agence Pôle emploi pour la recherche d'emploi la plus proche est localisée au Cateau-Cambrésis.
En 2008, la population de Busigny se répartissait ainsi : 63,9 % d'actifs, ce qui est inférieur au 71,6 % d'actifs de la moyenne nationale et 11,3 % de retraités, un chiffre supérieur au taux national de 8,5 %. Le taux de chômage était de 11,7 % contre 11,3 % en 1999.

### Entreprises et commerces
Les industries textiles, autrefois importantes à Busigny, ont aujourd'hui disparu. Parmi les entreprises principales implantées dans la commune subsistent les constructions métalliques Brillard et Choin, une entreprise de captage et d'embouteillage d'eau de source du groupe Cristaline.
Au 31 décembre 2009, Busigny comptait 85 établissements.
Répartition des établissements par domaines d'activité au 31 décembre 2009
|                             | Ensemble | Agriculture | Industrie | Construction | Commerce | Services |
| --------------------------- | -------- | ----------- | --------- | ------------ | -------- | -------- |
| Nombre d'établissements     | 85       | 11          | 12        | 10           | 39       | 13       |
| %                           | 100 %    | 12,9 %      | 14,1 %    | 11,8 %       | 45,9 %   | 15,3 %   |
| Sources des données : INSEE |          |             |           |              |          |          |

## Culture locale et patrimoine

### Lieux et monuments

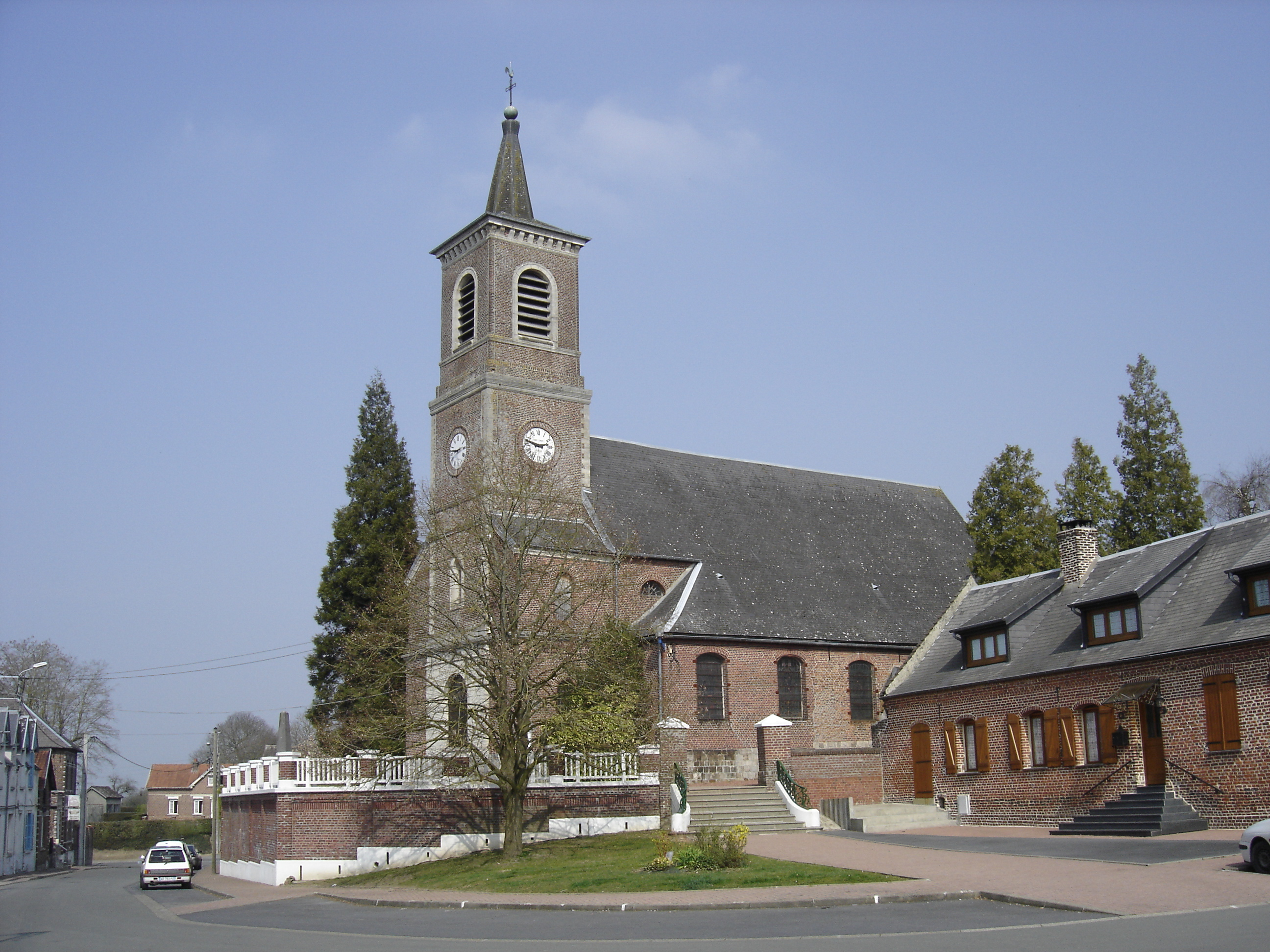
L'église Saint-Médard

Deux tours datant de la seconde moitié du XVIIIe siècle sont le seul vestige de l'ancien château de Busigny, construit par le baron Jacques de Hannecart après la destruction du précédent château, édifié à la fin du XIIe siècle, par un incendie vers 1755. De style Renaissance, il se composait d'une construction centrale flanquée de deux ailes terminées chacune par une tour carrée. En 1805 le château devint la propriété de l'épouse du général d'Empire Jean Rapp. Il fut démoli en 1972, à l'exception des tours.
L'église Saint-Médard fut édifiée au XVIe siècle et achevée en 1542. Entre 1750 à 1752 on y ajouta des bas-côtés. La tour carrée qui domine le porche fut construite en 1831 sur les plans de l'architecte cambrésien André de Baralle. Le chœur actuel date du milieu du XIXe siècle.
La chapelle Saint-Urbain fut édifiée dans les bois près d'une source dont l'eau était réputée pour ses vertus curatives. La légende raconte que des fleurs de laine y poussèrent après que des moutons eurent été engloutis par la source. La chapelle fut reconstruite au XIXe siècle. On y allait en pèlerinage jusqu'à ce que la source soit murée pour cause d'insalubrité. Cependant une messe y est encore célébrée chaque année, fin mai,.
La gare de Busigny est mise en service par la Compagnie des chemins de fer du Nord le 21 octobre 1855. En 1864, on lui ajoute une remise aux voitures, et, en 1865, le bâtiment voyageurs définitif remplace la construction provisoire.
Busigny Communal Cemetery Extension est un cimetière militaire britannique géré par la Commonwealth War Graves Commission. La plupart des tombes sont celles de soldats dirigés vers les trois hôpitaux de campagne installés à Busigny en octobre et novembre 1918, après la reconquête du village par les Américains et les Britanniques. Après l'armistice des corps y furent amenés d'une dizaine de cimetières alentour. Le cimetière contient 670 tombes de soldats de la Première Guerre mondiale, dont 64 non identifiés.

### Vie culturelle

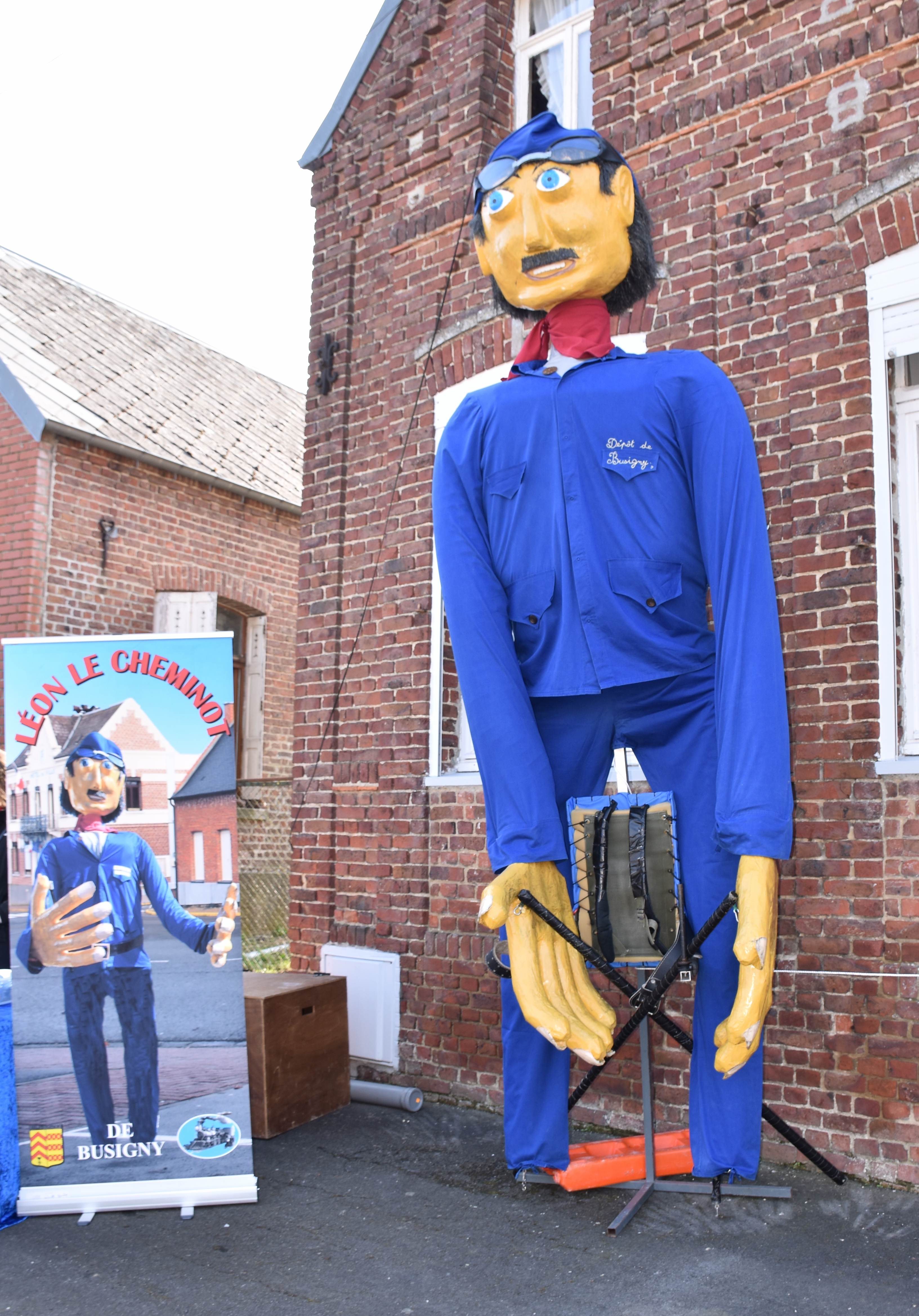
Le géant Léon le Cheminot de Busigny.

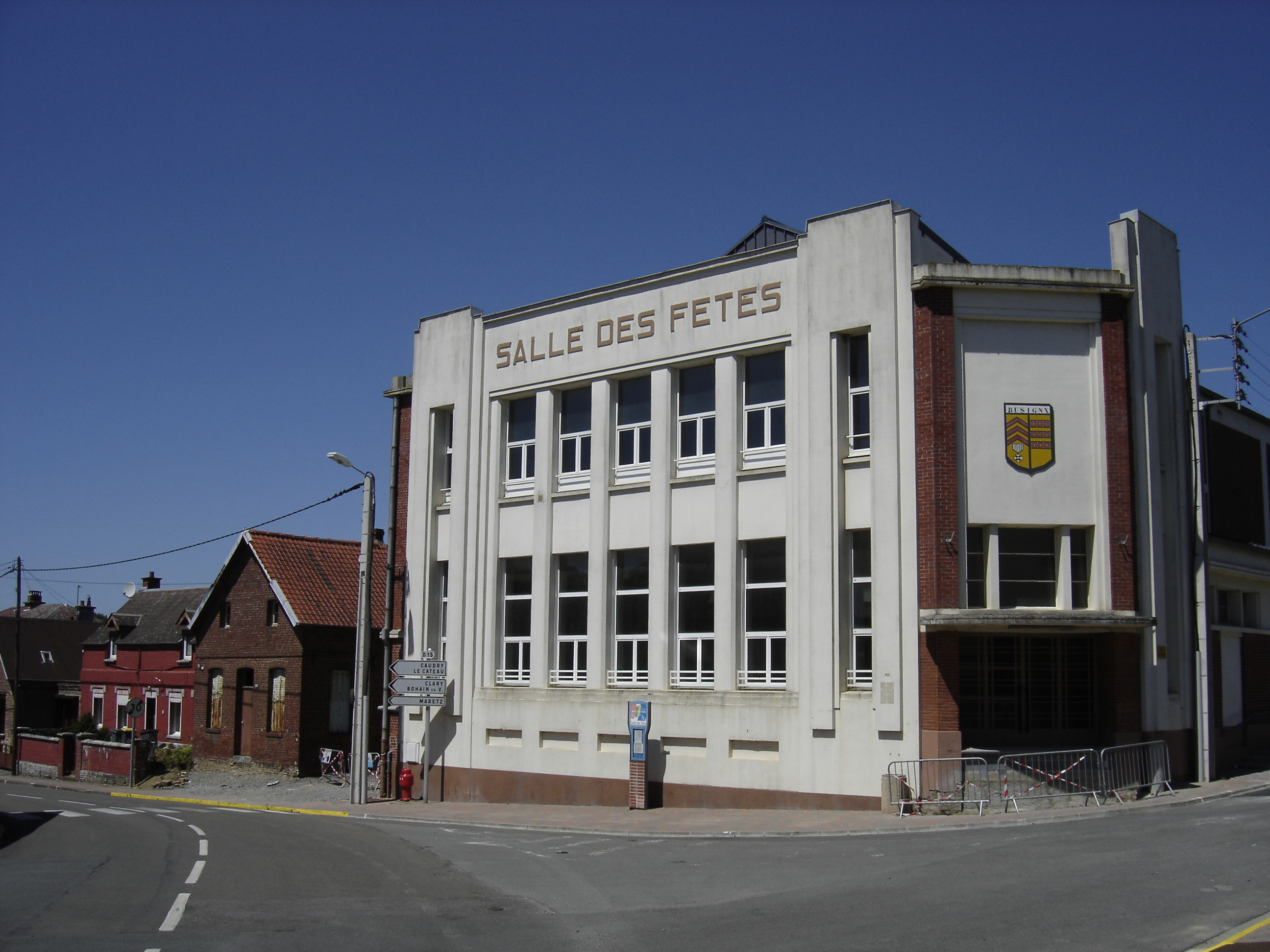
La salle des fêtes.

Plus de vingt associations participent à la vie de la commune dans le domaine des arts, des sports et de la vie civique.
L'association Arts en Cambrésis, créée en 1997, se donne pour but l'organisation de manifestations culturelles (expositions, concerts, spectacles de théâtre, conférences), la mise d'un lieu de rencontres ou de travail, « l'Atelier », à la disposition d'artistes, la sensibilisation des jeunes à l'art et la constitution d'une collection d'art contemporain.
L'association des Familles de Busigny se montre particulièrement active pour tisser des liens entre les Busignois par des actions à vocation sociale et familiale et culturelles. L'association est bien connue au travers de son activité dans le domaine de la ferronnerie d'art.
L'association SOS Village d'enfants a inauguré le premier village d'enfants SOS en 1956 à l'initiative de Mr Gilbert Cotteau, fondateur de l'association.

### Personnalités liées à la commune

#### Seigneurs de Busigny
- Philippe Louis Joseph Hanecart, fils de Philippe François Théodore, écuyer, seigneur puis baron de Briffœil et Wasmes, conseiller du roi au Parlement de Flandres, président à mortier, et de Marie Claire Pédecœur, bourgeoise de Douai le 21 décembre 1762, nait à Douai en septembre 1729 (baptisé le 15 septembre 1729). Il est baron de Briffoeil, seigneur de Tours, de Busigny, Malmaison, Wasmes, Pipaix, la Cattoire, la Mairie, Lommeau. Il meurt à Douai le 2 septembre 1788, inhumé au cimetière des Clarisses. Il épouse à Douai le 29 septembre 1754 Marie Anne Charlotte Théry, baptisée à Douai le 3 septembre 1737, fille de Charles Joseph, écuyer, seigneur de Gricourt et de Marie Josèphe Adrienne de le Court[65].
- Marie Albert Théodore Hanecart, fils de Philippe Louis Joseph, nait le 5 décembre 1757 (baptisé le 7 mars 1758). Il est écuyer, seigneur de Busigny, officier au régiment de Dauphin cavalerie. Il devient baron de Briffœil à la mort de son père en 1788. Pendant la Révolution française, il est arrêté en 1792, à Douai, incarcéré à la prison de Compiègne, libéré le 9 thermidor an II (26 juillet 1794)[65].

#### Autres personnalités
- Pierre Paul Druon dit Dom Druon, né le 12 septembre 1747 à Busigny, ancien prieur de l'abbaye de Saint-Germain-des-Prés et de l'abbaye Saint-Jean de Laon, puis bénédictin à la basilique Saint-Denis et conservateur de la Bibliothèque impériale en 1804[5].
- Louis Joseph François, né le 3 février 1751 à Busigny, martyr mort le 3 septembre 1792.
- Louis Morcrette-Ledieu, né le 18 novembre 1853 à Busigny, député de la 2e circonscription de Cambrai de 1898 à 1902.
- Alfred Dehé, né à Busigny le 21 février 1899, sénateur du Nord de 1959 à 1969.
- Franck Bourreau, né à Gauchy le 9 mars 1931, fusillé avec quatre camarades à Busigny le 2 septembre 1944, à l'âge de 13 ans. Il est considéré comme le plus jeune fusillé de France.
- Gilbert Cotteau, né à Busigny le 5 novembre 1931, fondateur de l'association SOS Villages d'enfants en France.
- Jean-Louis Bricout, né le 27 décembre 1957 à Busigny, ancien maire de Bohain-en-Vermandois, député de l'Aisne de 2012 à 2024.

### Héraldique, logotype et devise
| armes de Busigny | Les armes de Busigny se blasonnent ainsi : Parti : au premier d'or aux trois chevrons de gueules soutenus d'une croix de guerre 1939-1945 pendante au naturel, au second d'or aux trois fasces de gueules semées de billettes du champ |

## Pour approfondir